# Leptobrachella dong
Leptobrachella dong — вид жаб родини азійських часничниць (Megophryidae). Описаний у 2023 році.

## Назва
Вид названо на честь народу дун (китайська назва народу кам), який живе на території поширення виду.

## Поширення
Ендемік Китаю. Вид був знайдений у трьох місцевостях: повітах Тундао та  Суйнін провінції Хунань та повіті Цунцзян провінції Гуйчжоу. Трапляється на висоті від 620 м до 1200 м. Екземпляри з округу Тундао населяли проливний потік, вкритий вічнозеленими чагарниками, і нові види завжди знаходили на каменях. Населення з округу Цунцзян населяло повільні струмки, оточені вічнозеленим широколистим лісом. Популяції з округу Суйнін провінції Хунань населяли широкий гірський потік, оточений вічнозеленим широколистим лісом.

## Опис
Тіло середнього розміру (SVL 29,2–32,0 мм у 15 дорослих самців і 37,4–43,1 мм у семи дорослих самиць); чіткі чорні плями на боках; пальці рудиментарні перетинчасті, з широкими бічними бахромами; черевце біле з чіткими туманними коричневими плямами на вентролатеральних боках; шкіра на спині шагренева з дрібними дрібними гранулами або короткими виступами.

## Оригінальна публікація
- Jing Liu, Shengchao Shi, Shize Li, Mengfei Zhang, Sunjun Xiang, Gang Wei and Bin Wang. 2023. A New Asian Leaf Litter Toad of the Genus Leptobrachella (Amphibia, Anura, Megophryidae) from central south China. ZooKeys. 1149: 103-134. DOI: 10.3897/zookeys.1149.85895